# Palais Wertheim
 (août 2020).
Le Palais Wertheim est un palais urbain viennois situé sur le Ring dans l'Innere Stadt de Vienne. 
Le palais, commandé par l'industriel Franz Freiherr von Wertheim à Heinrich Freiherr von Ferstel, a été construit de 1864 à 1868 et transformé en immeuble d'habitation et de bureaux en 1910. Le 27 juillet 1977, la première succursale autrichienne McDonald's ouvre au rez-de-chaussée du Palais. 

## Littérature
- Barbara Dmytrasz. La Ringstrasse. Amalthea, Vienne 2008.  (ISBN 978-3-85002-588-1) .

## Liens web
- Eintrag über Palais Wertheim auf Burgen-Austria

## Source de traduction
- (de) Cet article est partiellement ou en totalité issu de l’article de Wikipédia en allemand intitulé « Palais Wertheim » (voir la liste des auteurs).